# Koreanische Fußballnationalmannschaft (U-20-Männer)
Die koreanische U-20-Fußballnationalmannschaft (engl.: Korea Unified football team) war eine Auswahlmannschaft koreanischer Fußballspieler. Sie repräsentierte den nordkoreanischen sowie den südkoreanischen Fußballverband international auf U-20-Ebene.
Nachdem im Finale der U-19-Asienmeisterschaft 1990 Südkorea im Elfmeterschießen gegen Nordkorea gewonnen hatte, wären beide Mannschaften für die Junioren-WM 1991 in Portugal qualifiziert gewesen.
Bei der WM wurde jedoch eine gemeinsame Mannschaft gebildet, die aus zehn Südkoreanern und acht Nordkoreanern bestand und vom Nordkoreaner An Se-Uk trainiert wurde. Durch die Bildung dieser koreanischen Mannschaft war auch Syrien als Dritter der Asienmeisterschaft für die WM qualifiziert.
Bei der Junioren-WM in Portugal traf die koreanische Mannschaft in der Vorrunde auf Argentinien, Irland und den amtierenden Weltmeister und Gastgeber Portugal. Mit einem Sieg gegen Argentinien, einem Unentschieden gegen Irland und einer Niederlage gegen Portugal erreichte die Mannschaft das Viertelfinale, das sie mit 1:5 gegen Brasilien verlor. Die brasilianische Mannschaft erreichte anschließend das Finale, das sie erst im Elfmeterschießen gegen Portugal verlor.
Nach dieser WM spielten beide koreanischen U-20-Nationalmannschaften wieder getrennt voneinander.